# Орден «Освобождение Сибири»
«Освобождение Сибири» — орден Российского государства во время правления адмирала Колчака. Утверждён на заседании Совета Министров 17 июня 1919 года, но ни разу не вручался. Был подготовлен только пробный набор орденов всех степеней и орденские ленты.

## История
Мысль о возможности учредить новые награды, в той или иной степени призванные заменить или интегрироваться в прежнюю наградную систему, на востоке России обрела практическое оформление в начале 1919 года. Обществом художников и любителей изящных искусств Степного края был объявлен конкурс на создание проекта награды. В условиях конкурса говорилось: «Орден должен воплощать идею Возрождающейся России из смуты Гражданской войны. Символом возрождения могут быть мотивы, заимствованные из русских национальных сокровищ древней орнаментальной мистики и современных графически переданных аллегорий».
25 апреля 1919 года жюри конкурса приняло проект ордена «Освобождение Сибири» работы художника Г. А. Ильина. 17 июня 1919 года принято постановление о статуте ордена. Сначала он изготавливался из золота и серебра, после — из иных материалов.

## Описание
Орден имел два варианта исполнения (для военных и гражданских лиц) и четыре степени. Основу ордена составлял равносторонний золотой крест с сужением по концам. На нём — зелёная малахитовая накладка чуть меньшего размера, так что нижний крест образовывал золотую кайму вокруг верхнего. В центре креста золотом написана дата «1918» (год начала освобождения Сибири). Орден за военные заслуги дополнительно имел знак в виде двух золотых скрещённых казачьих шашек. Ордена 1-й, 2-й и 3-й степеней различались размерами и формами бантов. Орден 4-й степени был позолочен (а не золотой) с накладкой зелёной эмали вместо малахита.

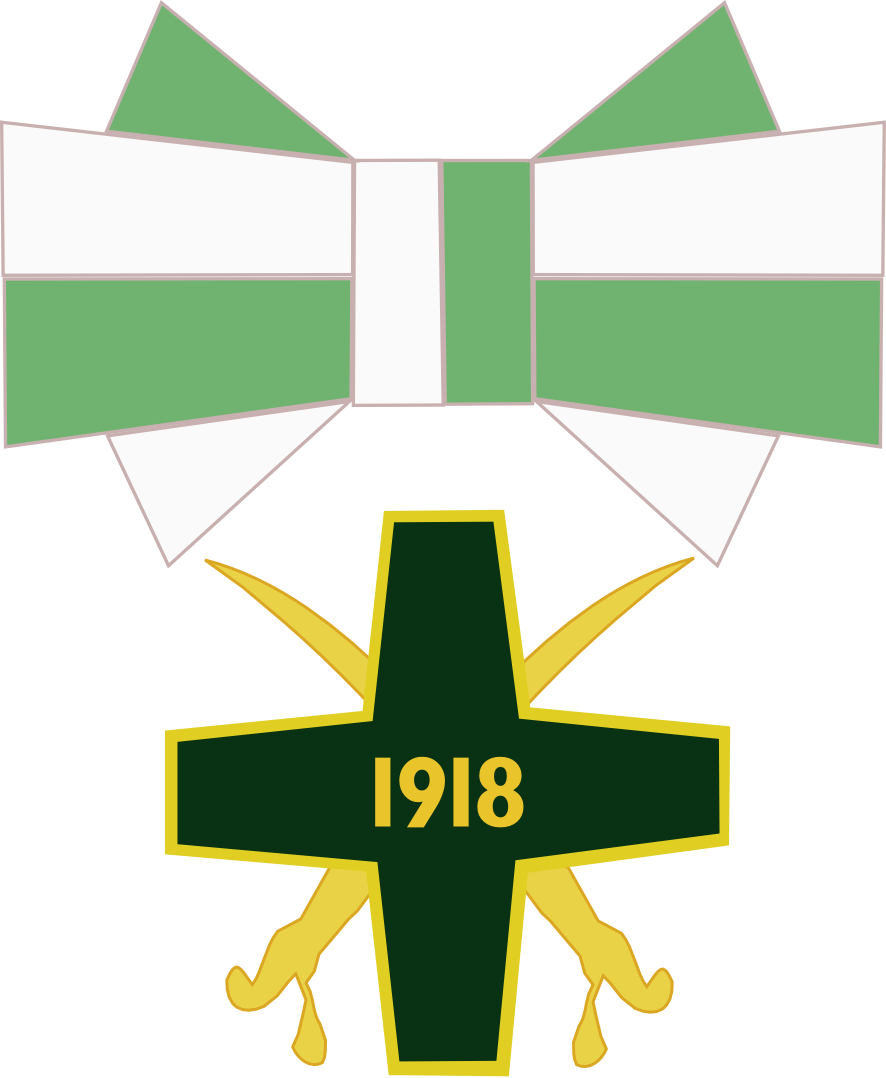
Орден 3-й степени за военные заслуги
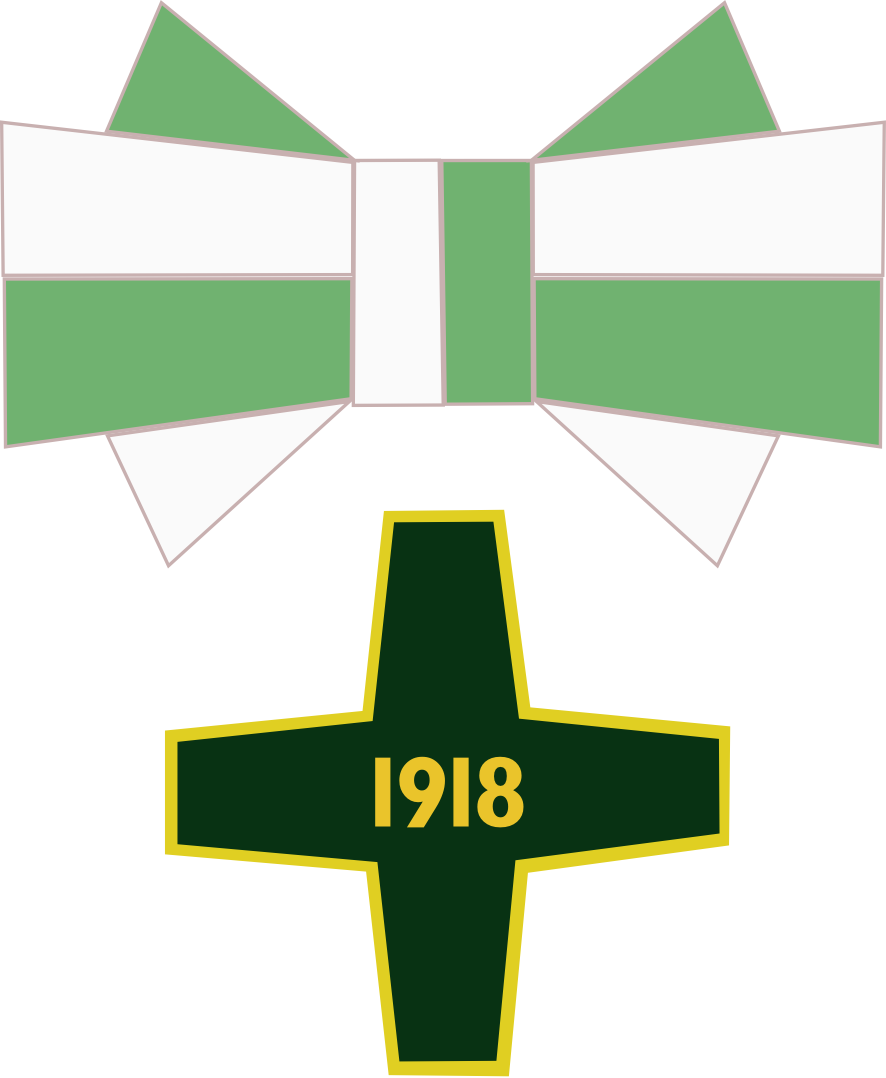
Орден 3-й степени для гражданских лиц
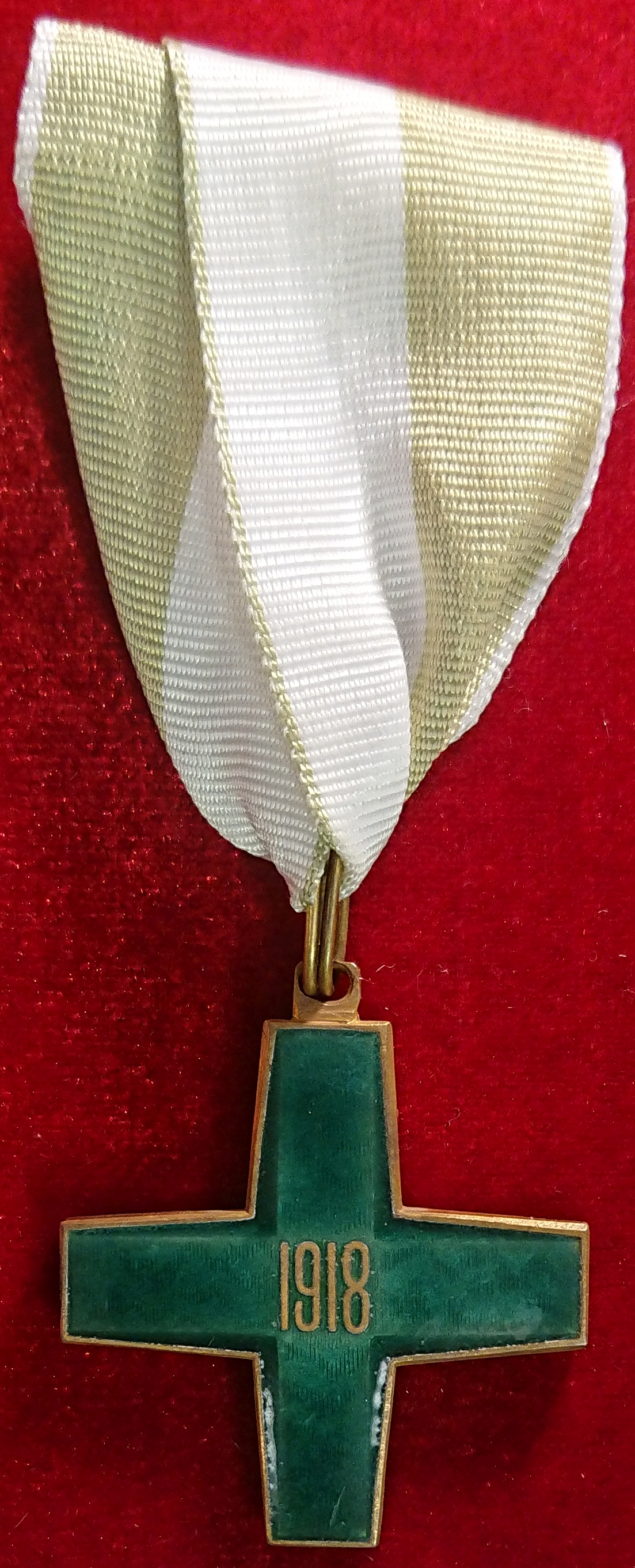
Орден 4-й степени